# Jallurin
Jallurin er en færøsk robåd i klassen femmandefarer. Den tilhører Róðrarfelagið Knørrur og har siden entré i 2005 gjort sig gældende med flere gode placeringer, både i mesterskabsroning og i børneroning.
Jallurin har – ligesom alle både hos Róðrarfelagið Knørrur – sit navn efter kvædet om Ormen Lange. Andre både hos foreningen er Tambar, Pílur, Jarnbardur, Herningur, Knørrur, Ormurin Langi, Kongurin og juniorbåden Úlvur.